# Nazionale maschile di pallanuoto dell'Uruguay
La nazionale di pallanuoto maschile dell'uruguay è la rappresentativa nazionale uruguaiana nelle competizioni internazionali maschili di pallanuoto.

## Storia
Nazionale di terza fascia, vanta due sole presenze ai Giochi Olimpici.

## Risultati
Olimpiadi
- 1936 13°
- 1948 16°

## Formazioni
Giochi olimpici - Berlino 1936Batignani · Castro · Costemalle · Figueroa · M. García · Pereira · H. García · de Souza · Pérez · Pescador · Valentini, CT: -
Giochi olimpici - Londra 1948Pereira • López • Costemalle • Gabriel • Buceta • Mariño • Abella • R. Castro • Álvarez • J. Castro • García • Iocco, CT: -